# La clemencia de Tito (Jommelli)
La clemencia de Tito  (La clemenza di Tito)  fue el quinto “dramma per musica” que el poeta oficial del Emperador de Austria, el italiano Pietro Metastasio (1698 – 1782), proporcionó al compositor Antonio Caldara (Venecia, 1670 – Viena, 1736), a la sazón vice-maestro de capilla de la corte imperial de Viena. Los cuatro libretos anteriores fueron:  Demetrio (1731),  Adriano in Siria (1732),  Olimpiade (1733) y  Demofoonte (1733).
La ópera, dividida en tres actos y cantada en italiano, se estrenó en Viena el día de la onomástica del emperador Carlos VI, en el  Teatro Imperial, el 4 de noviembre de 1734.

## Composición

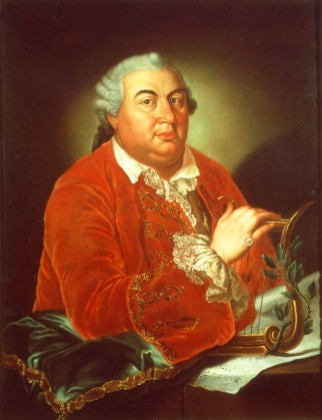
Óleo de Niccolo Jommelli Museo de la música de Bolonia

Las fuentes a las que acudió Metastasio para los hechos históricos que se narran, fueron algunos capítulos de Las vidas de los doce césares, del historiador romano Suetonio, presentando a Tito como un tirano magnánimo, muy en la línea del Despotismo ilustrado imperante en la época.

## 1ª VersiónStuttgart- 1753
En 1753, el compositor italiano Niccolo Jommelli (Aversa, 1714 – Nápoles, 1774) retomó el libreto de Metastasio para componer una ópera homónima, cantada en italiano y dividida en tres actos que, con motivo del cumpleaños de la duquesa Isabel Federica Sofía de Brandeburgo-Bayreuth  esposa del duque Carlos II de Württemberg, se estrenó en el  Hoftheater de Stuttgart el 30 de agosto.

## Personajes
| Personaje                                        | Tesitura    | Reparto el 30 de agosto de 1753 Director: Niccolo Jommelli |
| ------------------------------------------------ | ----------- | ---------------------------------------------------------- |
| Tito (emperador romano)                          | ¿?          | Cristoforo d'Hager                                         |
| Vitellia (hija del emperador romano Vitelio)     | soprano     | Marianna Pircher                                           |
| Servilia (hermana de Sesto y enamorada de Annio) | soprano     | Aloisia Pircher                                            |
| Sesto (amigo de Tito y enamorado de Vitellia)    | tenor       | Giuseppe Jozzi                                             |
| Annio (amigo de Sesto y enamorado de Servilia)   | contratenor | Giovanni Belardi                                           |
| Publio (comandante de la guardia pretoriana)     | ¿?          | Giuseppe Paganelli                                         |

Escenografía : Innocente Colomba

## 2ª VersiónLudwigsburg- 1765
En 1765 Jommelli compuso una segunda versión que fue estrenada en el palacio de Ludwigsburg el 6 de enero.

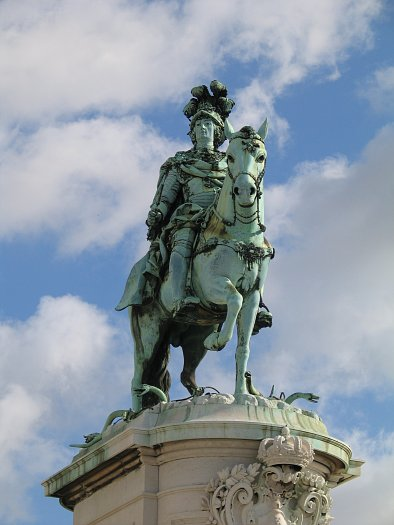
Estatua ecuestre del Rey José I de Portugal Machado de Castro (1775) Plaza del Comercio, Lisboa

## 3ª VersiónLisboa- 1771
En 1771 Jommelli compuso una tercera versión, cuyo libreto fue revisado por João Cordeiro da Silva, que fue estrenada con  motivo del cumpleaños del rey José I de Portugal en el Teatro de la Ajuda de Lisboa el 6 de junio.

## Personajes
| Personaje                                        | Tesitura   | Reparto el 6 junio de 1771 Director: |
| ------------------------------------------------ | ---------- | ------------------------------------ |
| Tito (emperador romano)                          | tenor      | Luigi Torriani                       |
| Vitellia (hija del emperador romano Vitelio)     | sopranista | Giambattista Vasques                 |
| Servilia (hermana de Sesto y enamorada de Annio) | sopranista | Giuseppe Orti                        |
| Sesto (amigo de Tito y enamorado de Vitellia)    | sopranista | Carlo Reina                          |
| Annio (amigo de Sesto y enamorado de Servilia)   | sopranista | Giovanni Ripa                        |
| Publio (comandante de la guardia pretoriana)     | ¿?         | Filippo Cappellani                   |

Escenografía: Giacomo Azzolini

Vestuario: Paolino Solenghi 

El ballet estuvo dirigido por Francesco Sauveterre e integrado, entre otros,  por los siguientes bailarines: Andrea Alberti, Teofilo Corazzi, Tommaso Zucchelli y Niccola Midossi.

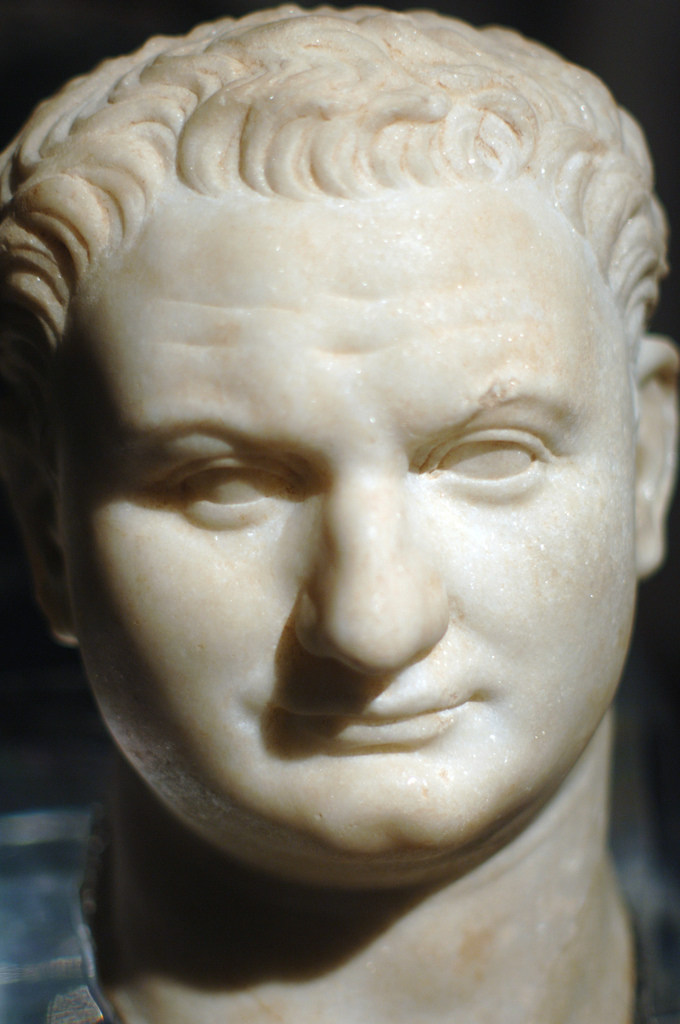
Busto en mármol del emperador romano Tito (c.79)

## Argumento
La acción se desarrolla en Roma, en el año 79.

La patricia romana Vitellia, hija del anterior emperador, despechada por el rechazo de Tito, decide asesinarlo. Convence a su enamorado Sesto para que provoque un incendio, y en el tumulto, acabe con la vida del emperador. Sesto se debate entre cumplir los deseos de su amada o traicionar a su amigo el emperador. 

Las preferencias de Tito se dirigen hacia la joven Servilia, hermana de Sesto, y enamorada de Annio. Cuando el emperador declara su pasión a Servilia, ésta le confiesa su amor por Annio, pero se muestra obediente a acatar el deseo de su emperador. Tito, admirado por la sinceridad y lealtad de Servilia, permite a ésta unirse a Annio. 

Se produce el intencionado incendio en el capitolio. Sesto, entre el tumulto de las llamas y el humo, cree asestar un golpe mortal a Tito, pero su puñal no ha herido al emperador, sino a un cómplice. El senado condena a muerte a los implicados en el intento de magnicidio. Tito duda entre aplicar la ley o perdonar a su querido amigo Sesto, pues lo cree incapaz de traicionarlo. Finalmente, ante la multitud reunida en el anfiteatro, Tito manda llamar a Sesto y le concede el perdón. Vitellia se arroja a los pies del emperador y también es perdonada. Todos alaban la clemencia de Tito.

## Influencia
Metastasio tuvo gran influencia sobre los compositores de ópera desde principios del siglo XVIII a comienzos del siglo XIX. Los teatros de más renombre representaron en este período obras del ilustre italiano, y los compositores musicalizaron los libretos que el público esperaba ansioso. La clemencia de Tito fue utilizada por más de 40 compositores para componer otras tantas óperas; sin embargo el paso del tiempo ha hecho caer en el olvido a todas ellas, salvo la compuesta por Mozart.